# Scott Cordelle Bone
Scott Cordelle Bone, né le 15 février 1860 et mort le 26 janvier 1936, est un homme politique républicain américain. Il est gouverneur du territoire de l'Alaska entre 1921 et 1925.
Il est impliqué dans la « course au sérum de 1925 », où se distingue le chien Balto. Le souvenir de cette course est devenu l'Iditarod Trail Sled Dog Race. 

## Sources
- (en) Cet article est partiellement ou en totalité issu de l’article de Wikipédia en anglais intitulé « Scott Cordelle Bone » (voir la liste des auteurs).